# Eliza Barchus

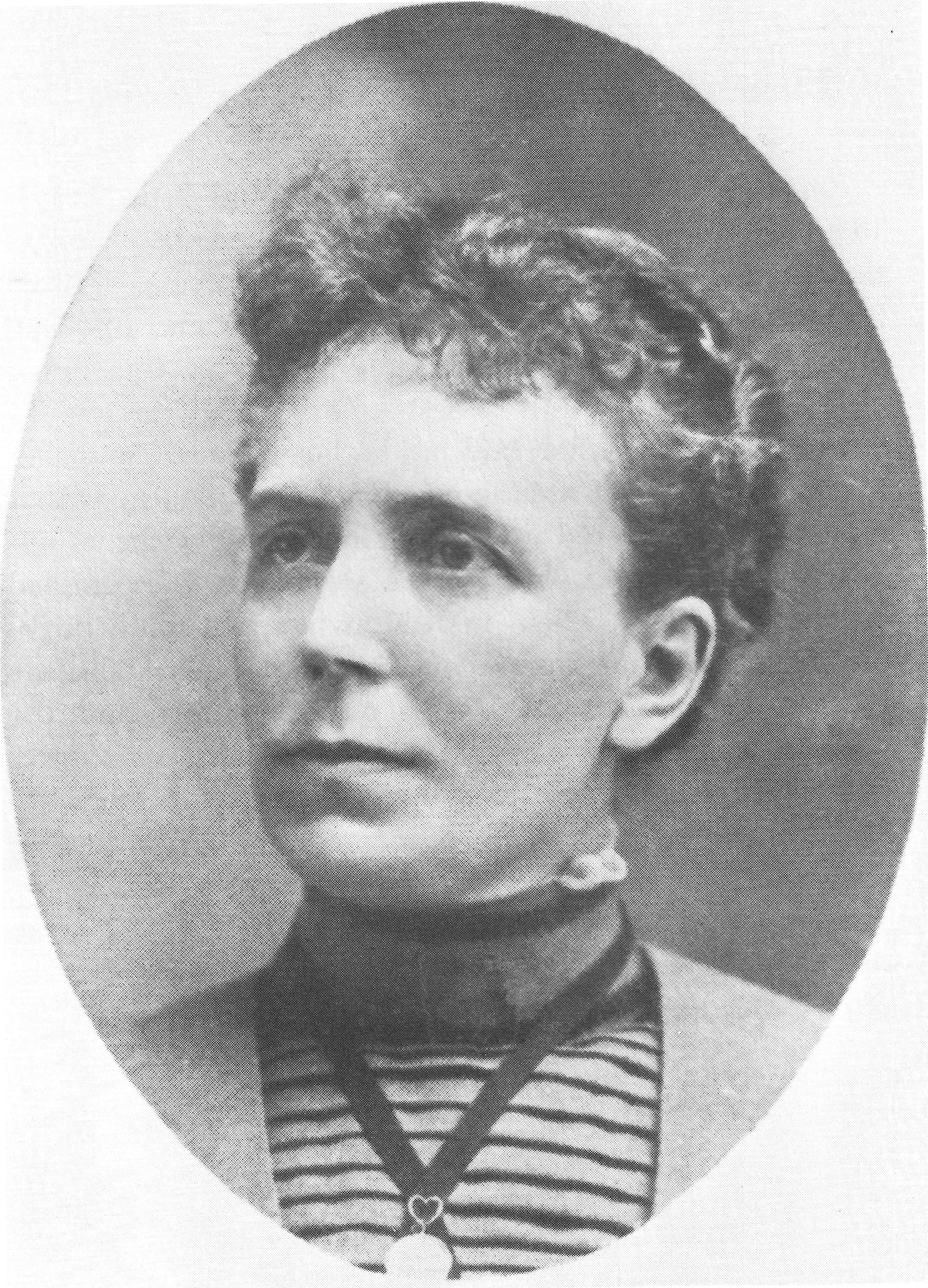
Eliza R. Barchus (1916)

Eliza Barchus (* 4. Dezember 1857 in Salt Lake City; † 31. Dezember 1959 in Portland) war eine US-amerikanische Landschaftsmalerin, die die meiste Zeit ihres Lebens in Portland lebte. Barchus wurde in Salt Lake City geboren und zog 1880 nach Portland. Nachdem sie Kunstunterricht beim Landschaftsmaler, William Samuel Parrott, genommen hatte, verkaufte sie 1885 ihr erstes Bild. In der Zeit bis 1935 schuf sie Tausende von Ölgemälden und Reproduktionen von Motiven wie den Mount Hood, die Yellowstone Falls und den Muir-Gletscher sowie die Bucht von San Francisco.
Barchus, die in den späten 1880er Jahren auf den Mechanics Fairs in Portland Medaillen gewonnen hatte, erlangte 1890 nationale Aufmerksamkeit, als eines ihrer großen Gemälde vom Mount Hood auf der Ausstellung der National Academy of Design in New York City gezeigt wurde. Im Jahr 1901 wurden mehrere ihrer Werke auf der Pan-American Exposition in Buffalo gezeigt, und 1905 gewann sie auf der Lewis and Clark Centennial Exposition in Portland eine Goldmedaille für Ölgemälde der Pazifikküste.
Eliza Barchus war seit 1899 verwitwet und bestritt den Lebensunterhalt für sich und ihre Familie jahrzehntelang hauptsächlich durch den Verkauf oder den Handel mit ihrer Kunst. Einige Jahre nach ihrem Tod im Alter von 102 Jahren verlieh ihr die Oregon Legislative Assembly (Gesetzgebende Versammlung von Oregon) die Auszeichnung „The Oregon Artist“. Viele Kunstsammlungen in Portland und anderswo enthalten Beispiele ihrer Arbeit.

## Jugend
Die als Eliza Rosanna Lamb 1857 in Salt Lake City geborene Eliza Barchus, konnte sich nur wenig an ihren Vater Abel Lamb erinnern, der starb, als sie noch sehr jung war. Nach seinem Tod heiratete ihre Mutter, Elizabeth Esnouf, Jack McDonald, einen Wanderarbeiter und stellvertretenden US-Marshal, und die Familie zog nach Osten nach Abilene (Kansas). McDonald arbeitete im Eisenbahnbau, und Barchus und ihre Mutter, die ein – wie Barchus es nannte – „Zigeunerleben“ führten, reisten oft mit ihm im Wagen. Unter den Menschen, die Barchus auf ihren Reisen traf, war auch Wild Bill Hickok. Eine Halbschwester, Alice, wurde geboren, als Barchus neun Jahre alt war. Ein Bruder, Johnny, starb in jungen Jahren.

## Familie
Im Alter von 17 Jahren heiratete Barchus John V. Lansing, mit dem sie zwei Kinder, Isabel (Belle) und Blanche, hatte, bevor die Ehe scheiterte. Blanche starb im Säuglingsalter, aber die 1876 geborene Isabel begleitete Barchus und ihren zweiten Ehemann, John H. Barchus, 1880 nach Portland. Lillian, ihr erstes Kind, starb bei der Geburt. Ein Sohn, Harold, wurde 1891 geboren, zwei Jahre später folgte eine Tochter, Agnes, die schließlich die Biografin ihrer Mutter wurde. John Barchus, der sich seit Jahren in einem schlechten Gesundheitszustand befand, starb 1899.

## Malerei

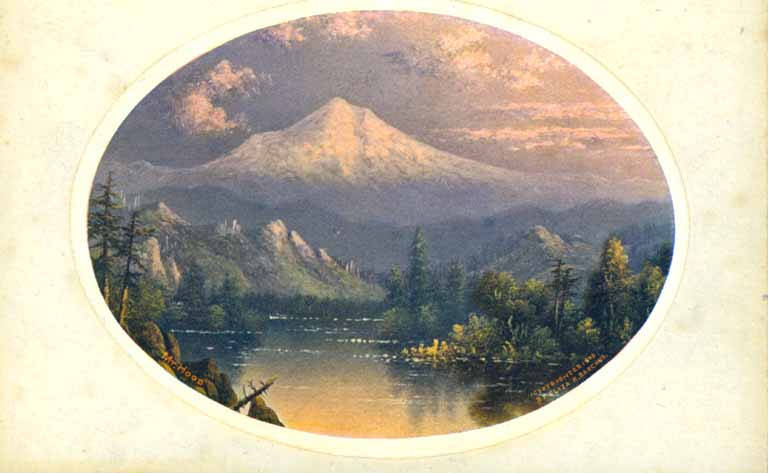
Gemälde des Mount Hood mit See im Vordergrund, Oregon, von Eliza Barchus (1905).

1884 begann Barchus, die die Landschaften des Westens bewunderte, Kunstunterricht bei William Samuel Parrott zu nehmen, „dem führenden Künstler dieser Ära in Portland“ Etwa ein Jahr später verkaufte sie ihr erstes Gemälde, ein Bild des Mount Rainier, für 1 Dollar. 1887 gewann sie eine Goldmedaille bei der Portland Mechanics Fair Art Exhibition für ein Gemälde des Mount Hood, und 1888 gewann sie eine Silbermedaille bei der Mechanics Fair für eine Gruppe ihrer Ölgemälde. 1890 zog ihr 100 × 150 cm großes Ölgemälde des Mount Hood auf der Ausstellung der National Academy of Design in New York City ein östliches Publikum an.
Nach 1890 erklärte sich der Zigarren- und Souvenirshop B. B. Rich im Portland Hotel (in Portland) bereit, ihre Bilder auszustellen und zu vermarkten. Die Konzession verkaufte viele Werke aus ihrer produktivsten Zeit, die bis etwa 1920 dauerte. Ihr Mann, der in den 1890er Jahren im Winter in den Süden zog, um seine Gesundheit zu verbessern, überredete das Lichtenberger Art Emporium in Los Angeles, auch die Gemälde seiner Frau zu verkaufen. Um das Familieneinkommen aufzubessern, tauschte Barchus in diesen Jahren Gemälde gegen Arbeiten von Zimmerleuten, Klempnern und anderen Handwerkern sowie gegen professionelle Dienstleistungen eines Zahnarztes und eines Arztes.
Im Jahr 1901 stellte sie mehrere Ölgemälde auf der Panamerikanischen Ausstellung in Buffalo, New York, aus. Vier Jahre später gewann sie auf der Lewis and Clark Centennial Exposition in Portland eine Goldmedaille für die „Finest Collection of Oil Paintings of Pacific Coast Scenery“. Um ihr Einkommen aufzubessern, verkaufte sie – zusätzlich zu den Gemälden in Originalgröße – preisgünstige Farbpostkarten und illustrierte Broschüren mit Reproduktionen ihrer Werke. Diese Marketingtechniken trugen dazu bei, die Familie zu ernähren, nachdem sie Witwe geworden war, und sie produzierte Tausende von Werken in verschiedenen Größen in einem „Fließband“-Stil, der effektiv war, aber manchmal auch kritisiert wurde.
Von den 1890er Jahren bis etwa 1920 unternahm sie ausgedehnte Reisen in den Westen der USA und malte die Vulkane der Cascade Range wie Three Sisters, Mount Shasta und Crater Lake, die Columbia River Gorge, die Yellowstone Falls, den Half Dome im Yosemite-Nationalpark, die San Francisco Bay, den Muir Glacier in Alaska und Hunderte anderer Orte. Zu Hause in Portland und auf ihren Reisen gab sie Malkurse in Salem und anderen Städten in Oregon sowie in Washington, Montana und Alaska, um ihr Einkommen aufzubessern.
Barchus setzte ihre Ölmalerei in den 1930er Jahren fort, stellte 1931 auf der Merchant’s Exposition während der Portland International Livestock Show aus und nahm 1934 an einem öffentlichen Kunstprojekt des US-Finanzministeriums teil. Nachlassende Sehkraft und Arthritis beendeten ihre Karriere 1935.
Anlässlich ihres hundertsten Geburtstages im Jahr 1957 war sie Gegenstand nostalgischer Zeitungsartikel und Interviews, u. a. in My Day, der landesweit verbreiteten Kolumne von Eleanor Roosevelt.

## Tod und Nachlass
Barchus starb Ende Dezember 1959 im Alter von 102 Jahren und wurde auf dem Lone Fir Cemetery in der Nähe der Gräber ihrer Mutter, ihres Mannes John, ihrer Tochter Belle und ihres Kleinkindes Lillie auf einem Familiengrundstück beigesetzt, das sie 1899 gekauft hatte. Zwölf Jahre später wurde sie von der Gesetzgebenden Versammlung von Oregon zur "Künstlerin von Oregon" ernannt. "Im 21. Jahrhundert enthalten die Sammlungen des Portland Art Museum, der Oregon Historical Society, des Pittock Mansion, des Crater-Lake-Nationalpark, der Bancroft Library an der University of California, Berkeley, der Chicago Historical Society (CHS) und viele andere Beispiele ihrer Arbeit.